# 도요쓰촌 (이바라키현)
도요쓰촌(豊津村)은 이바라키현 가시마군에 일찍이 존재했던 촌이다. 현재의 가시마시 남부에 해당한다.

## 역사
- 1889년 4월 1일 - 정촌제 시행에 의해 가시마군 도요쓰촌이 성립하였다.
- 1954년 9월 15일 - 가시마정, 다카마쓰촌, 도요사토촌, 나미노촌과 함께 합병해, 새로운 가시마군 가시마정이 성립하여, 도요쓰촌은 소멸하였다.

## 인구
| 1891년 | 1,394 |
| 1920년 | 1,576 |
| 1935년 | 1,688 |
| 1950년 | 1,922 |

## 교통

### 철도
- 동일본 여객철도 가시마 선
- 가시마 임해 철도 오아라이카시마 선

### 도로
- 2급 국도
  - 국도 제123호선 (현:국도 제51호선)

### 항로
다이쇼 시대에는 오후네즈에 기선이 다니면서 쓰치우라, 에도자키, 우시보리, 사와라, 조시 등을 연결해 가시마 신사의 관문 역할도 했다.

## 참고문헌
- 『鹿島町史 第3巻』、鹿島町、1981年
- 『鹿島町史 第4巻』、鹿島町、1984年
- 鹿島町史編さん委員会編『鹿島町史 第5巻』、鹿嶋市、1997年
- 角川日本地名大辞典編纂委員会『가도카와 일본 지명 대사전 8 茨城県』、가도카와 쇼텐、1983年 ISBN 4040010809